# Nançon
Le Nançon est une rivière coulant en Ille-et-Vilaine dans la région Bretagne et un affluent du Couesnon.

## Géographie
D'une longueur de 20,3 km, il prend sa source sur la commune de Louvigné-du-Désert et se jette dans le Couesnon au niveau du tripoint entre les communes de Fougères, Javené et Lécousse.
Il arrose la ville de Fougères, dont il alimente les douves du château.

### Communes et cantons traversés
Dans le seul département d'Ille-et-Vilaine, le Nançon traverse les six communes de Lécousse, Fougères, Laignelet, Parigne, Landean et Louvigné-du-Désert.

### Bassin versant
Le Nançon traverse une seule zone hydrographique 'Le Nanson & ses affluents' (J001) pour une superficie totale de 73km2.

## Étymologie
Nançon est composé de l'hydronyme d'origine gauloise : nanto (« vallée », puis par extension « cours d'eau » en langue romane) et du suffixe diminutif -ion.

## Affluents
Le Nançon a quatorze tronçons affluents.

## Hydrologie

### Les crues
voici les trois principales crues du Nançon a Lécousse:
| novembre 2000 | 1,62 m. |
| janvier 1995  | 1,52 m. |
| mai 1981      | 1,42 m. |
| ------------- | ------- |

## Qualité de l'eau
Le suivi de la qualité physico-chimique du Nançon se fait grâce à un point de prélèvement sur la commune de Lécousse, qui donne les résultats suivants :
| Nitrates                                   | 2010 | 2011 | 2012 |
| ------------------------------------------ | ---- | ---- | ---- |
| Concentration du paramètre (percentile 90) | 38   | 36,4 | 33,6 |
| Classe SEQ-Eau                             |      |      |      |